# Louis-Sébastien Lebrun
Pour les articles homonymes, voir Lebrun.
Louis-Sébastien Lebrun (Paris, 10 décembre 1764 - Paris, 27 juin 1829) est un chanteur d'opéra (ténor) et compositeur français. Il repose au cimetière du Père Lachaise (division 10), à Paris.

## Biographie
Ténor, on lui doit aussi les musiques de plusieurs opéras et de scènes sur des livrets, entre autres, de Charles-Guillaume Étienne, Armand-François-R.-C.-L. Chateauvieux, Armand Croizette, Sewrin ou François Bernard-Valville, ainsi que les musiques de chansons, des messes et des ariettes.

## Œuvres
- Le rossignol : Opéra comique en 1 acte, livret de Charles-Guillaume Étienne, 1e représentation : Paris, Académie royale de musique, 23 avril 1816